# Zina Rouabah
 (mars 2022).
Si vous disposez d'ouvrages ou d'articles de référence ou si vous connaissez des sites web de qualité traitant du thème abordé ici, merci de compléter l'article en donnant les références utiles à sa vérifiabilité et en les liant à la section « Notes et références ».
Zina Rouabah est une patronne de presse française.

## Biographie
Elle a été secrétaire générale de l'Observatoire international des prisons - section française (OIP-SF) de 2000 à 2011, et directrice du Comité contre l’esclavage moderne (CCEM). Elle est, depuis décembre 2006, coprésidente de la Société des lecteurs de Libération (SLL) avec William Bourdon.
Elle a été militante à l’agence de presse Libération (APL, ancêtre du journal) en 1972-73. Après la dissolution de l’APL (été 1973), elle entre au journal Libération où elle s’occupe de l’accueil, du standard, et collabore aux petites annonces et à la rubrique Justice. De 1974 à 1981, elle est gérante et directrice de la publication de Libération (poste auquel elle a succédé à Jean-Paul Sartre). Elle démissionne en octobre 1981, peu après le lancement de la nouvelle formule du journal (mai 1981).
De 1982 à 1984, elle est directrice administrative et financière de Hollywood-Boulevard/René Chateau Vidéo. En 1984-85, à la demande de Serge July, elle participe, en tant que gérante, au lancement de Radio Libération, première radio d’information continue en France. La radio s’interrompt au bout d’un an.
Zina Rouabah participe ensuite, sur proposition de Serge July et de Christian Caujolle, à la création de l’agence de presse photographique Agence VU, filiale du journal. Elle en est la gérante de 1985 jusqu’à la vente de l’agence au groupe Abvent en 1996. Lors de ses fonctions à VU, elle est élue à la présidence du Saphir (Syndicat des Agences de presse photographiques, membre de la Fédération des agences de presse, FFAP), dont elle reste présidente d’honneur. Elle quitte le groupe Libération en mai 1997.